# Johann Gerhard Huck

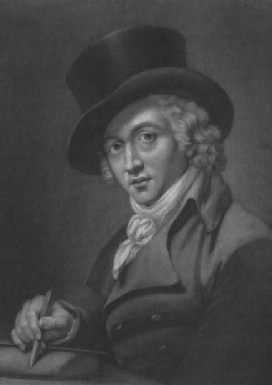
Johann Gerhard Huck
(Selbstbildnis von 1800)

Johann Gerhard Huck (auch: Huch getauft 25. Januar 1758 in Düsseldorf; † 16. August 1811 in Hannover) war ein deutscher Hof-Kupferstecher, Grafiker und Radierer, Zeichner und Maler.

## Leben
Huck, Sohn des Kunsthändlers Johann Gottfried Huck, arbeitete anfangs an der Kunstakademie Düsseldorf („Galerie zu Düsseldorf“), anschließend ging er 1782 nach London, um sich vom bekannten Kupferstecher Valentine Green (1739–1813) in der Schabkunst ausbilden zu lassen.
1784 bis 1786 stellte Huck Zeichnungen und Gemälde in der Royal Academy of Arts aus.
1788 kehrte Huck nach Deutschland zurück, wo er ab 1789 die Herstellung der Gemäldekopien der Düsseldorfer Hofgalerie beaufsichtigte. 1792 stach er drei Blätter anlässlich der Goldenen Hochzeit und des Regierungsantritts von Kurfürst Karl Theodor.
1796 ließ sich Huck in Hannover nieder und gründete dort im Jahr 1800 laut dem Hannöverschen Adress-Buch auf das Jahr 1801 unter dem Namen Huch im Steinweg der Calenberger Neustadt beziehungsweise unter dem Namen „I. G. Huck“ in der Calenberger Straße mit der Hausnummer 231 eine Kunstanstalt beziehungsweise eine Kunstakademie.
Zudem wirkte Huck als Kurator der Gemäldesammlung des Grafen Johann Ludwig von Wallmoden-Gimborn (1736–1811). Nach 1796 war er Hofkupferstecher in Hannover. Außerdem arbeitete er zeitweilig für die Chalkographische Gesellschaft zu Dessau.
Zu seinen Schülern in Düsseldorf zählte Johann Joseph Freidhoff (1768–1818), in Hannover um 1805 Adelheid Braun, geb. von Cychansky (1777–1836).

## Werke
- mit Valentine Green: Acta historica reginarum Angliae, twelve original drawings executed by J.G. Huck and engraved by V. Green, with an historical account in English and French, 1792
- Kupferstiche: Friedrich Johann Lorenz Meyer nach Anton Graff, Friedrich Gottlieb Klopstock nach Anton Hickel, Charles James Fox nach Anton Hickel[10] und William Pitt[11]
- Selbstporträt im British Museum.[12]
- Folgende Porträts[10] von: Justus Moeser, Mauriz von Brabeck nach Anton Graff, Carl Erzherzog von Oesterreich, Franz Freiherr von Fürstenberg, Maria Elisabeth von der Pfalz, Rud. Georg Wilh. von Hammerstein, Johann Gottlob Leidenfrost, Franz Leopold Goffaux nach Anton Zeller, Luise (Friederike Henriette) von Hertefeld, Wilhelm Olbers nach einem Gemälde von C.A. Schwartz
- George Marsh (1722–1800) Kommissar der Marine; Porträt als Kreidezeichnung, datiert 1790[13]
- A collection of fifty etchings after Raphael, Julio Romano, Guido, Parmigiano, Domenichino, Albert Dürer, Paul Veronese, Palma, Annibal and Ludovico Carachii, Guerchino, N. Poussin, F. Mola, Franceschini, Joseph Passeri, Passinelli, Cavedone, P. Da Cortona, Caro Cignani, Carlo Maratti &c &c executed by Huck, Selcke, and Billinger, after the original drawings in the collection of the Elector Palatine, Duke of Bavaria, etc. at Dusseldorff, London, John & Josias Boydell, 1787, 50 Ätzplatten [Zweite Auflage : London, H.R. Young, 1819].